# Фичини, Фабрицио
Фабрицио Фичини (итал. Fabrizio Ficini; род. 11 октября 1973 года в Эмполи, Италия) — итальянский футболист, полузащитник, наиболее известный по выступлениям за клуб «Эмполи».

## Карьера
Фабрицио сыграл первый матч за родной «Эмполи» в 17-летнем возрасте, в то же время он провёл 9 игр за юношескую сборную Италии. Игроком основы тосканцев Фабрицио стал в сезоне 1994/95, когда команду возглавлял Лучано Спаллетти. Сезон 1995/96 полузащитник провёл в «Бари», где дебютировал в Серии А: 27 августа 1995 года он заменил Абела Шавьера на 31-й минуте встречи с «Наполи». Всего в сезоне 1995/96 Фабрицио принял участие в 21 игре высшего итальянского дивизиона. В 1996 году он вернулся в «Эмполи», помог клубу подняться в класс сильнейших и отыграл один сезон после повышения.
Летом 1998 года игрок перебрался в «Сампдорию». В январе 1999 года он ушёл в ""Фиорентина, однако в конце сезона 1998/99 был продан обратно. В 2001 году состоялось очередное возвращение Фабрицио в родной клуб. На этот раз он провёл в «Эмполи» 6 лет и дважды помог клубу выйти в Серию A. В сезоне 2006/07 он был капитаном команды, впервые в своей истории пробившейся в еврокубки. В 2007 году тосканцы не стали продлевать контракт с игроком. В январе 2008 года он заключил краткосрочный контракт с «Пистойезе», приняв участие в 14 матчах Серии C1. В сезоне 2008/09 Фабрицио играл на любительском уровне (в Эччеленце) за клуб «Монтемурло». В 2009 году он принял решение уйти из футбола.

## Достижения
«Эмполи»
- Победитель Серии B (1): 2004/05